# Острова Мириам
Острова́ Ми́риам — группа из трёх островов в архипелаге Земля Франца-Иосифа, Приморский район Архангельской области России.
Расположены в северной части архипелага в 600 метрах к северу от северного окончания острова Джексона.
Самый крупный остров группы имеет около 700 метров в длину, два других — менее 100 метров. Существенных возвышенностей нет, свободны ото льда, на большем острове — редкие каменистые россыпи.